# Gurkha

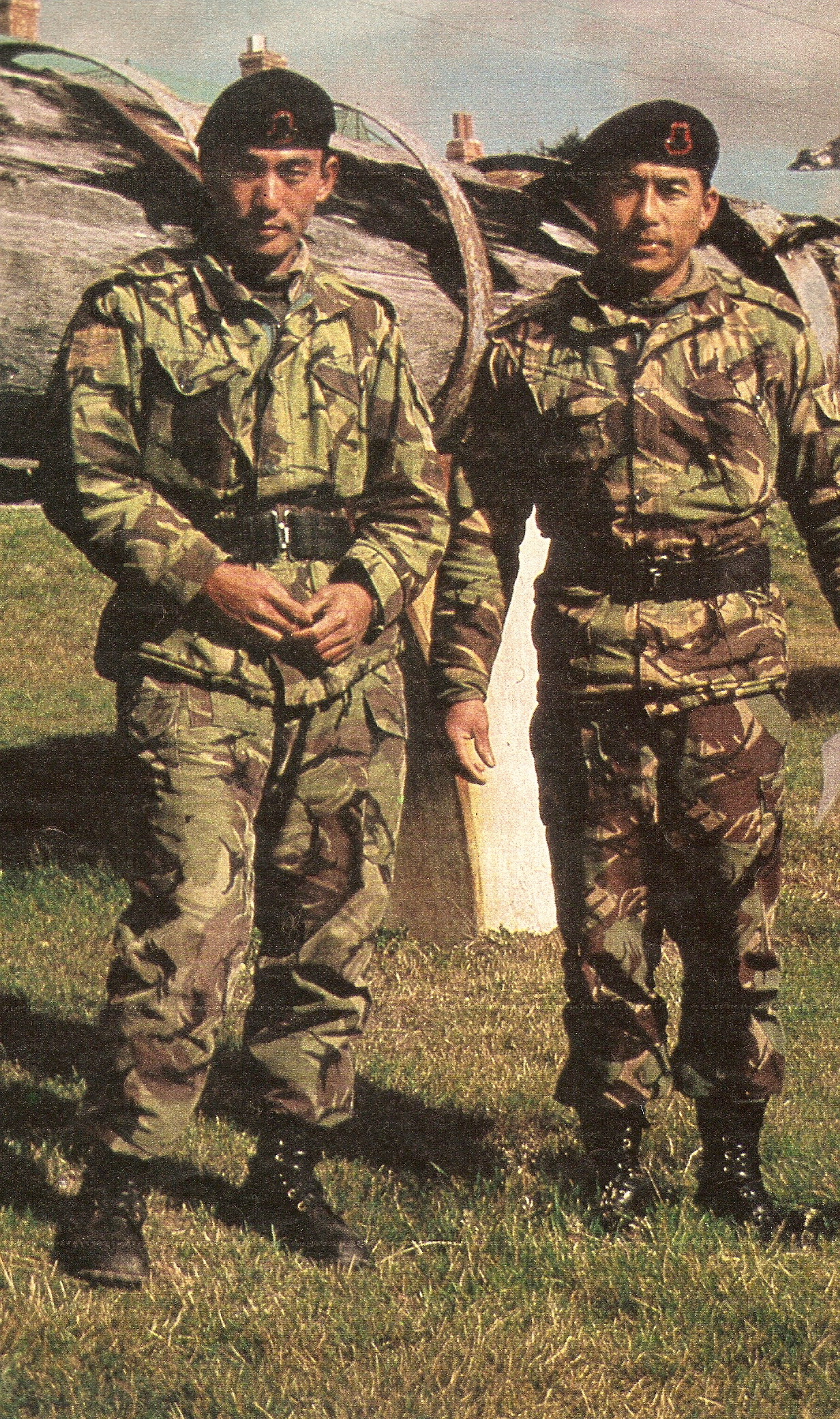
Gurkhas

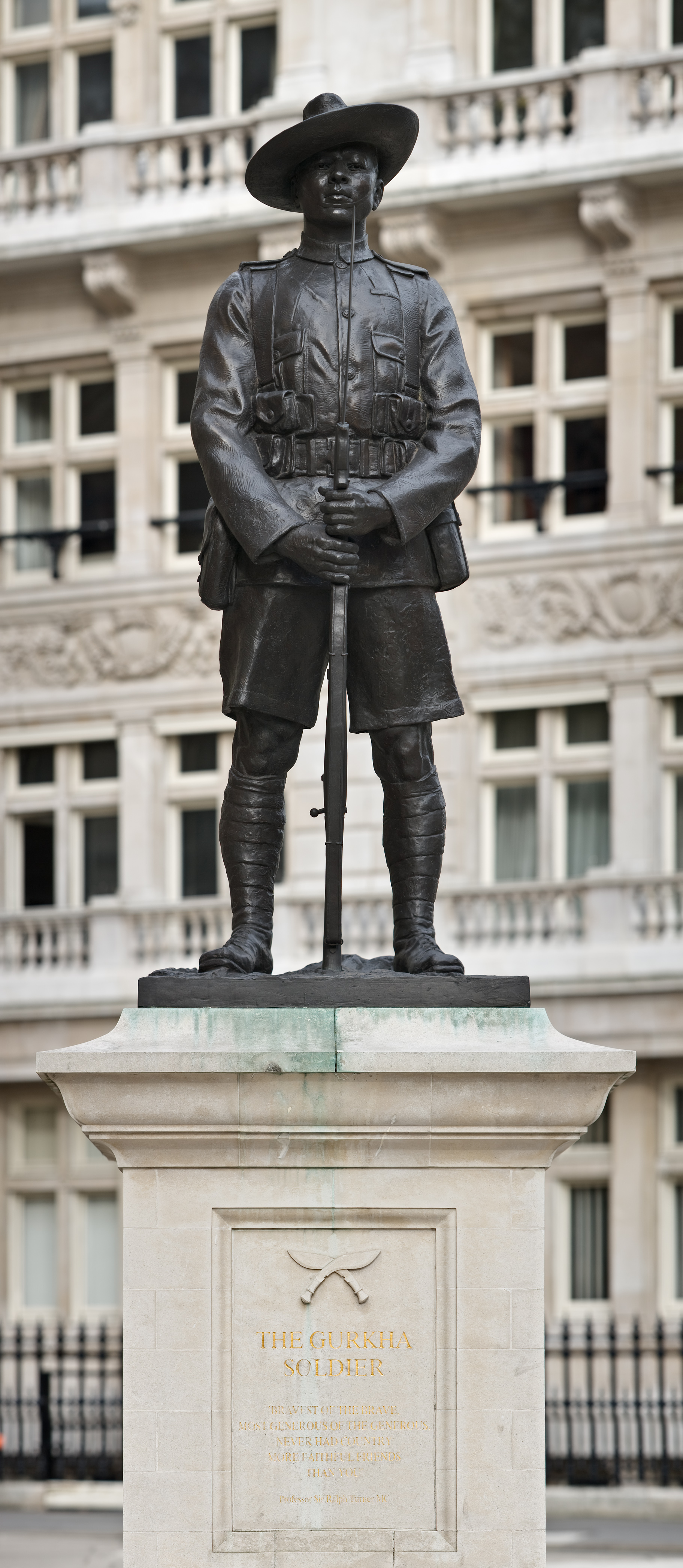
Een standbeeld van een Gurkha-soldaat nabij het Ministerie van Defensie in Londen, Engeland, onthuld door koningin Elizabeth II op 3 december 1997.

De Gurkha of de Gorkha, ook bekend onder de endoniem Gorkhali (Nepalees: गोर्खाली), zijn soldaten afkomstig uit het Indisch subcontinent, voornamelijk uit Nepal en Noord-India (waaronder West-Bengalen). Zij ontlenen hun naam aan de regerende dynastie. De Gurkha zijn vooral bekend geworden door hun rol als soldaten in dienst van het Britse leger, de Gurkhabrigade.
De Gurkha stellen dat zij afstammen van de Rajputs uit Noord-India. Deze Rajputs zijn vanuit het westen het hedendaagse Nepal binnengetrokken. In het begin van de 16e eeuw veroverden ze het kleine staatje Gorkha en namen de naam ervan over. Tegen het jaar 1769 had de Gorkha dynastie zijn heerschappij uitgebreid over het hele gebied van het hedendaagse Nepal. Ze maakten het hindoeïsme tot staatsgodsdienst. 
In de Gurkha-oorlog (1814-1816) voerden de Gurkha's oorlog met het leger van de Britse Oost-Indische Compagnie. De Gurkhasoldaten maakten grote indruk op de Britten, waardoor de Britten de Gurkha's op reguliere basis begonnen te werven als huursoldaten voor Gurkha-regimenten in het leger van de East India Company. 

Vlag van het Gurkha bevrijdingsfront

In genetisch opzicht zijn de Gurkha's khas. Ze spreken een dialect van het Rajasthani. Bekend is ook het karakteristieke grote kromme mes, de kukri.
In het midden van de jaren tachtig van de twintigste eeuw probeerden Nepalees sprekende bevolkingsgroepen in het district Darjeeling in de Indiase staat West-Bengalen een eigen Gurkha-staat te vormen, Gorkhaland. In 1988 verwierven ze een grotere mate van autonomie.
| Bravest of the brave, |
| most generous of the generous, |
| never had country more faithful friends than you. |
| Sir Ralph Turner (oud-officier in het 3e regiment Gurkha Rifles). Inscriptie op het gedenkteken in Londen ter herinnering aan de Britse Gurkha soldaten, onthuld door koningin Elizabeth II op 3 december, 1997 |

Het Britse leger heeft nog steeds een aantal Gurkha-eenheden, die gezamenlijk de Gurkhabrigade worden genoemd. Ook het leger van India heeft sinds de onafhankelijkheid in 1947 enkele Gurkharegimenten. Zes ervan waren overgenomen van British Indian Army; een ervan is opgericht nadat India onafhankelijk werd. 
De politie van Singapore zet ook Gurkha's in. Deze vormen sinds 1949 het Gurkhacontingent. De Gurkha's hebben het voordeel dat ze bij raciale spanningen als neutraal worden gezien, omdat ze bij geen enkele bevolkingsgroep van Singapore behoren.